# Monique Mercure
Monique Mercure (Montréal, 14 novembre 1930 – Montréal, 17 maggio 2020) è stata un'attrice canadese.

## Biografia
Attrice di cinema e di teatro, si distinse soprattutto nei ruoli brillanti. Nel 1977 vinse il premio per la miglior attrice al Festival di Cannes per il ruolo svolto nella pellicola drammatica J.A. Martin photographe. Da tempo malata di tumore alla gola, è morta nel maggio 2020, quasi novantenne.